# Управление национальной разведки
Национальное разведывательное управление (исп. Dirección de Inteligencia Nacional), известно как DINA, в русскоязычном написании ДИНА — чилийская спецслужба 1974—1977, тайная полиция первых лет военной диктатуры генерала Аугусто Пиночета. Являлась инструментом политических репрессий Правительственной хунты. Идеологически мотивировалась крайним антикоммунизмом и чилийским национализмом. Подавляла не только вооружённое подполье, но и все виды оппозиции. Широко практиковала произвольные аресты, похищения, пытки, тайные убийства. Активно участвовала в Операции «Кондор». Обладала одиозной репутацией «пиночетовского гестапо». В результате международного скандала после убийства Орландо Летельера формально распущена и преобразована в Национальный центр информации. После восстановления демократии сотрудники ДИНА привлекались к судебной ответственности. Директором ДИНА являлся полковник Мануэль Контрерас.

## Предыстория
11 сентября 1973 в Чили произошёл крайне правый военный переворот. Было свергнуто левое правительство Народного единства, президент-социалист Сальвадор Альенде погиб при штурме Ла-Монеды. К власти пришла Правительственная хунта во главе с генералом Аугусто Пиночетом. Установился многолетний режим военной диктатуры. Политика хунты основывалась на чилийском национализме, социально-культурном консерватизме, экономическом либерализме и крайнем антикоммунизме. Оппозиция, особенно левая, подвергалась жёстким преследованиям.
В первые месяцы правления хунты политические репрессии осуществлялись военными спецслужбами — разведуправлениями чилийской армии, авиации, флота и карабинеров. По поручению Пиночета координировал их генерал авиации Никанор Диас Эстрада, назначенный председателем комитета начальников штабов. Но военные разведчики, как и сотрудники следственной полиции, не обладали навыками политического сыска. Для этого требовалось принципиально иное ведомство.
Первым опытом стало создание в ноябре 1973 Национальной службы содержания заключённых (SENDET) с Департаментом национальной разведки (DIN). В руководстве SENDET состоял близкий к Пиночету подполковник инженерных войск Мануэль Контрерас, губернатор Сан-Антонио. Он предложил создать новую, политически ориентированную спецслужбу на основе DIN. Пиночет санкционировал проект. Контрерас провёл смотр первых кандидатов — в основном курсантов инженерной школы Техас Вердес.

Вы избраны среди тысяч и тысяч военных, чтобы занять привилегированное место в борьбе за полное истребление марксизма. Вы имеете карт-бланш на исполнение всех приказов.

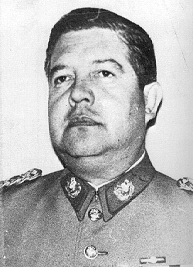
Мануэль Контрерас

Впоследствии руководящий сотрудник ЦРУ США Рэймонд Уоррен говорил о «какой-то гениальности» Контрераса, сумевшего за полгода сформировать большой и сложный аппарат, не имевший аналогов в истории Чили.

## Создание
Декрет-закон 521 о создании Национального разведывательного управления (ДИНА) был издан 14 июня 1974. Подписали все члены хунты — генералы Аугусто Пиночет, Густаво Ли, Сесар Мендоса, адмирал Хосе Торибио Мерино, а также министр внутренних дел генерал Оскар Бонилья. Новое ведомство определялось как «специализированная военная организация профессионального характера». Задачей ставился «сбор всей информации из различных сфер деятельности, с целью формулирования политики, планирования и принятия мер по защите национальной безопасности и развития». Устанавливалось непосредственное подчинение Правительственной хунте. Оговаривалось бюджетное финансирование, особые налоговые и таможенные права.
Публично прерогативы ведомства формулировались довольно скромно: запрашивать информацию у юридических и физических лиц. Право на арест было узаконено Декретом-законом 1009 от 8 мая 1975. Однако по трём засекреченным пунктам ДИНА с самого начала имела полномочия произвольных охранных арестов без санкции суда, допросов и содержания под стражей в собственных центрах заключения. Сотрудники получили право оперативно-розыскной деятельности, следствия, предварительного вердикта и применения оружия. Национальному директору предоставлялось самому определить в уставе и инструкциях «институциональную структуру и обязанности». Широкие прерогативы спецслужбы обосновывались условиями осадного положения.
Устанавливалось, что высший руководитель ДИНА — национальный директор — должен быть «генералом или старшим офицером» вооружённых сил Чили. При наборе сотрудников предпочтение отдавалось военнослужащим, особенно армейским коммандос, морским пехотинцам, десантникам, карабинерам-спецназовцам. Предусматривался и гражданский персонал, подлежащий специальной проверке.
В уставных задачах ДИНА особо выделялась борьба против марксизма-ленинизма. Воинствующий антикоммунизм создавал основу Доктрины национальной безопасности. Жёсткая и демонстративная идеологизация являлась отличительной особенностью ДИНА. Важную роль в идеологическом — как и организационном — конституировании ДИНА сыграл лично Мануэль Контререрас, политически ориентированный на американские антикоммунистические круги и бразильский и военный режим.

## Структура

### Кадры
Национальным директором ДИНА стал Мануэль Контрерас в звании полковника. Давний друг Пиночета был известен ультраправыми взглядами, решительностью и жестокостью. В 1971—1973 Контрерас участвовал в тайной военной организации противников Альенде. В первую неделю после переворота он организовал в Сан-Антонио несколько центров содержания заключённых.
Полковник Контрерас являлся единоличным руководителем ДИНА, подотчётным только Пиночету как председателю Правительственной хунты и президенту Чили. Его заместителями являлись контр-адмирал Роландо Гарсиа Ле Бланк и полковник Херонимо Пантоха. Руководящей коллегией ДИНА являлся Главный штаб — Оперативная дирекция. В разное время в этом органе состояли Педро Эспиноса, Рауль Итурриага, Рольф Вандерот Посо, Вианель Вальдивьесо, Сесар Манрикес Браво, Эрнан Брантес, Мигель Краснов, Марсельо Морен Брито, Франсиско Феррер Лима, Эмилио Сахура, Уго Барриа, Херман Баррига. Все они занимали командные должности в вооружённых силах и имели звания капитанов, майоров, полковников, бригадиров. Широко практиковалось прикомандировывание к ДИНА офицеров и капралов. Начальником Главштаба-Опердирекции был Эспиноса. В оперативном плане наиболее значимыми руководителями являлись Эспиноса, Итурриага, Морен Брито, Краснов, Феррер Лима, Вандерот Посо.
Гражданские сотрудники ДИНА обычно набирались в ультраправой среде. Штатными оперативниками и внештатными информаторами становились многие члены организации Родина и свобода (сожаление из-за этого высказывал Роберто Тиеме). Из них наиболее известны писательница-террористка Мариана Кальехас, её муж техник-террорист Майкл Таунли, террорист Энрике Арансибиа Клавель. Бывали и политические исключения. Особой жестокостью отличался агент ДИНА Освальдо Ромо (Толстяк Ромо) — рабочего происхождения, бывший бытовой уголовник и левый активист. Другой пример такого рода — ультралевая активистка Марсия Мерино (Тощая Алехандра), арестованная после переворота, сломленная пытками и поступившая на службу в ДИНА.
«Тощая Алехандра» была не единственной женщиной в кадрах ДИНА. Алисия Урибе Гомес тоже начинала в MIR и перешла на службу в ДИНА, Лус Арсе Сандоваль до переворота была социалистической активисткой. Некоторые занимали не только канцелярские и аналитические, но и оперативные и охранные должности — Тереса Осорио, Адриана Ривас, Габриэла Орденес, Роса Умильде. Уникальной жестокостью прославилась Ингрид Ольдерок, декларировавшая нацистские взгляды и впоследствии объяснявшая свои действия медицинской невменяемостью.
Режим генерала Пиночета позиционировался как один из бастионов международного антикоммунизма. На антикоммунистической основе к операциям ДИНА привлекались иностранные ультраправые активисты. Так, активно сотрудничали с ДИНА американец Майкл Таунли, итальянский неофашист Стефано Делле Кьяйе, кубинский антикастровский эмигрант Вирхилио Пас. Разветвлённые связи поддерживались в Западной Европе по линии Aginter Press. Особенно тесные контакты установились с франкистским режимом в Испании - не только со спецслужбами, но c также с организациями Новая сила и Партизанами Короля Христа. 
The New York Times определяла численность ДИНА в «20000 агентов», но эта цифра исходит из предположительного контингента внештатных осведомителей. Количество штатных сотрудников ДИНА составляло порядка 2,5 тысячи человек.
Согласно израильскому писателю и экс-агенту «Моссада» Виктору Островскому, в обучении ряда сотрудников ДИНА участвовал «Моссад»: это было частью сделки между Израилем и Чили — в обмен на подготовку сотрудников чилийцы готовы были продать израильтянам партию противокорабельных ракет Exocet, которые Израиль не мог приобрести в Европе из-за эмбарго на поставку оружия.

### Подразделения

#### Руководящая коллегия
В непосредственном подчинении директора состоял Юридический департамент. Его возглавляли армейский юрист Фернандо Торрес Сильва и гражданский адвокат Анхель Поблете Родригес. Департамент регулировал положение ДИНА в государственной системе и хозяйственные интересы ведомства.
Оперативной дирекции подчинялись департаменты внутренней разведки, внешней разведки, логистики, психологических операций. Во главе департаментов в разные периоды стояли Педро Эспиноса (внутренний, внешний), Рауль Итурриага (внешний), Артуро Урета (внешний), Хосе Сара Ольгер (внешний), Хоакин Осорио, Вианель Вальдивьесо (логистический), Альваро Пуга, Хорхе Сепульведа, Вианель Вальдивьесо (психологический).
Главштаб-Опердирекция и руководители ключевых подразделений обладали статусом Генерального командования ДИНА. Его члены — три-четыре десятка человек в течение трёх лет — составляли ближний круг директора и отличались личной преданностью Контрерасу. Офицеры, не пользовавшиеся доверием Контрераса, не включались в Генкомандование и не посвящались в оперативные планы.

#### Департаменты, бригады, отделы

##### Внутреннее направление
В ведении Внутреннего департамента состояли три бригады — структуры политического сыска и репрессий, а также экономическая разведка. Внешний департамент занимался контрразведкой и Операцией «Кондор». Логистический департамент заведовал транспортом, финансами, медициной, электронно-технической разведкой и центрами содержания заключённых. Психологический департамент цензурировал СМИ, руководил военной пропагандой, пиаром и информационно-психологическими спецоперациями. Отдельно функционировали при директоре секретариат, группа делопроизводства и личная охрана. Подготовкой кадров занималась Национальная школа разведки. При ДИНА состояли три католических капеллана.
Крупнейшее подразделение Внутреннего департамента — Бригада столичной разведки (BIM, руководители Педро Эспиноса, Карлос Лопес Тапиа) — включала соединения Caupolican, Purén, Lautaro. «Бригада Caupolican» (командование — Марсельо Морен Брито, Мигель Краснов) занималась подавлением ультралевого вооружённого подполья MIR. «Бригада Purén» (командование — Рауль Итурриага, Херман Баррига) специализировалась на Соцпартии Чили (СПЧ). «Бригада Lautaro» (командование — Хуан Моралес Сальгадо) создавалась как группа телохранителей Контрераса, но совместила эту функцию с преследованием Компартии Чили (КПЧ). Для физического уничтожения коммунистов была создана спецгруппа Delfin (командование — Херман Баррига).
Особое место в система ДИНА занимала «Бригада Mulchén» — не конституированная на постоянной основе, но составлявшая своего рода оперативно-идеологическое ядро. Это был «эскадрон смерти» для совсем особых заданий — с применением отравляющих газов или в отношении иностранных официальных лиц. К «Мульченской бригаде» в разное время причислялись Франсиско Феррер Лима, Карлос Парера Сильва, Марсельо Морен Брито, Хуан Дельмас Рамирес, Майкл Таунли, Мариана Кальехас, покровителем в руководстве ведомства считался Рауль Итурриага. Для «Мульченской бригады» были особенно характерны идеологические приоритеты фашистского толка, заходившие дальше официального пиночетизма. «Мульченцы» считали Мануэля Контрераса не только служебным начальником, но и своим политическим лидером.
Наиболее эффективной и жестокой считалась «Бригада Caupolican». Этому способствовала специализация на реально террористической организации MIR. «Кауполиканцы» подразделялись на опергруппы Aguila, Halcón 1, Halcón 2, Tucán, Vampiro. В бригаде служили такие известные оперативники, как Морен Брито, Краснов, Ромо, Феррер Лима, Басклай Сапата. Аналитиком-информатором выступала Марсия Мерино, ранее состоявшая в MIR и хорошо знавшая эту среду.
Бригада региональной разведки (BIR, руководители Фернандо Гомес Сеговиа, Эрнан дель Кампо, Хуан Сансани Тапиа) координировала сеть территориальных управлений. Сотрудником BIR был капитан, впоследствии майор Габриэль Эрнандес Андерсон. Бригада гражданской разведки (BIC, руководители Карлос Лабарка, Гуидо Поли) вела сбор и обработку информации от юридических лиц — государственных ведомств и частных компаний. Особенность BIC состояла в сугубо гражданском составе. Экономическую разведку возглавлял Рауль Итурриага.
Психологический департамент осуществлял информационно-пропагандистское сопровождение репрессий и спецопераций. Особое значение имел контроль над Национальным телевидением Чили и газетой El Mercurio. Телевещание курировал в ДИНА популярный диктор Роберто Арайя, прессу — известная колумнистка Беатрис Ундуррага. Службу связей с общественностью возглавлял спичрайтер Пиночета, влиятельный обозреватель La Segunda Альваро Пуга.

##### Внешнее направление
Внешний департамент (Иностранный отдел) руководил сетью заграничной агентуры, контролировал дипломатические представительства, обеспечивал безопасность зарубежных визитов государственных руководителей, координировался с разведками дружественных государств. Однако основной его задачей являлось устранение противников режима и участие в Операции «Кондор». Чилийской частью Операции «Кондор» руководили сам Мануэль Контрерас, Рауль Итурриага, Педро Эспиноса, Артуро Урета, Хосе Сара Ольгер, Кристоф Виллеке Флоэль.
Сотрудники курировали различные направления по странам. Самый многочисленный штат занимался Аргентиной — не только в плане взаимодействия с СИДЕ, но и разведывательного противоборства в давнем конфликте. На аргентинском направлении выделялись террорист Энрике Арансибиа Клавель и химик Эухенио Берриос, организатор производства взрывчатых веществ и отравляющего газа зарин.
На американском направлении были задействованы супруги Майкл Таунли и Мариана Кальехас. Перуанское направление вели сотрудницы Ингрид Ольдерок и Ирма Гуареши. Педро Эспиноса курировал отношения с Бразилией. Уго Прадо Контрерас установил разветвлённые контакты с западноевропейскими ультраправыми. В Италии ДИНА сотрудничала с Национальным авангардом Стефано Делле Кьяйе и Новым порядком Пино Раути, во Франции с GRECE Алена де Бенуа, в Испании с Новой силой Бласа Пиньяра и Партизанами Короля Христа Мариано Санчеса Ковисы. Связи с франкистским режимом были особенно значимы. За испанское направление отвечали Оскар Коддоу Виванко и Хосе Куэвас Сегура.
Виктор Островский писал, что Мануэль Контрерас, обсуждая сделку о продаже Израилю ракеты Exocet, обратился к «Моссаду» с просьбой помочь создать ему «личную службу безопасности», которая могла бы заниматься прямыми акциями против политических противников Чили. «Моссад» решил доверить эту деликатную работу своему бывшему сотруднику Михаэлю Харари, который, используя собственный опыт, подготовил некое секретное подразделение из «людей Контрераса», получая деньги за их обучение из некоего «секретного фонда ДИНА». По словам Островского, Контрерас сам подбирал людей из этого подразделения, давал им некие задания и платил им за их выполнение.

##### Технические направления
Логистический департамент выполнял функции управления тыла и технической службы. Финансово-хозяйственный отдел под руководством Эмилио Сахуры и Рауля Итурриаги использовался для создания фиктивных коммерческих структур, приносивших ведомству денежный доход. Телкоммуникационный отдел — Бригаду электронной разведки — курировал Вианель Вальдивьесо, возглавлял Патрисио Лувексе. Также департамент организовывал сообщение между объектами ДИНА, включая казармы и центры содержания заключённых. Зловещую известность приобрела Медико-санитарная группа Вернера Сангельини — врачи ДИНА не только оказывали медпомощь сотрудникам, но и участвовали в пыточных допросах.
Канцелярию директора возглавляла Нелида Гутьеррес (многолетняя любовница Контрераса), службу охраны и безопасности — Хуан Моралес Сальгадо и Эктор Молина. Функции шофёра при директоре выполнял Хосе Куэвас Сегура. Капелланами ДИНА являлись священники Освальдо Лира (идеолог Национал-синдикалистского революционного движения), Рауль Асбун (участник акций «Родины и свободы»), Орасио Спенсер.
Учебным процессом в Школе национальной разведки руководили в звании профессоров Франсиско Феррер Лима и Рауль Итурриага. Важный курс ознакомления с леворадикальным движением читала Марсия Мерино.
Штаб-квартира ДИНА располагалась в Сантьяго на улице Бельградо, 11. В столице и других крупных городах была создана сеть явочных квартир и объектов бытового обеспечения агентов.

## Деятельность

### Идеология
Доктрина национальной безопасности военного режима исходила из состояния «внутренней войны». Сторонники свергнутого «Народного единства», социалисты, коммунисты, марксисты, анархисты, левые и особенно леворадикальные силы рассматривались как вооружённые враги нации, государства, общественного порядка и традиционных ценностей. Идейно-политические противники приравнивались к иностранным интервентам и подлежали нейтрализации вплоть до физического уничтожения. Именно это ставилось в задачу ДИНА. Политико-психологическая работа с кадрами велась в соответствующем духе. Национализм, антикоммунизм, антимарксизм в мировоззрении сотрудников доходили до фанатичного уровня.
Оппозиционность приравнивалась к подрывной террористической деятельности. Марксизм рассматривался как угроза национальному существованию Чили. Преступлением считались марксистские взгляды как таковые, связи с марксистами и даже терпимость к ним. Подавление марксизма и коммунизма допускалось только методами политического насилия, вплоть до государственного терроризма. Правовые ограничения во «внутренней войне» в принципе не признавались.
Чилийское противостояние рассматривалось Правительственной хунтой в контексте глобальной Холодной войны. Коммунисты и левые объявлялись национальными предателями, агентурой Советского блока. В борьбе с ними использовался не только опыт чилийских правых правительств, но и бразильских военных, парагвайского стронизма, южнокорейского режима Пак Чжон Хи, шахского Ирана. Адаптировались и применялись методики американского ЦРУ, бразильского ДОПС, парагвайских DIPC и DNAT, ЦРУ Южной Кореи, иранской САВАК. Многие чилийские военные, ставшие сотрудниками ДИНА, прошли обучение в Школе Америк.

### Насилие
Первоочередная опасность для режима состояла в вооружённом подполье MIR, с которого начались репрессивные кампании ДИНА. Следующим этапом стали ликвидации подпольных структур КПЧ, СПЧ, других партий «Народного единства». С конца 1975, после основательной «зачистки» левого и либерального секторов, подверглись оппозиционные консерваторы, особенно члены Христианско-демократической партии. Аресты обычно производились небольшими опергруппами из пяти-шести человек в штатском под командованием офицера в звании капитана или майора (эти группы обычно получали названия из доколониальной индейской топонимики). Основанием служила оперативная информация осведомителей. Ордера на арест не выдавались, официальные протоколы допросов не составлялись, родственникам ничего не сообщалось. Содержание под арестом, допросы и пытки могли продолжаться месяцами. Тела убитых не доставлялись в морги, свидетельства о смерти не выписывались (одним из методов сокрытия являлись полёты смерти).
Решающий удар по MIR был нанесён 5 октября 1974: опергруппа «Halcón 1» во главе с Марсельо Мореном Брито и Мигелем Красновым выследила лидера MIR Мигеля Энрикеса (в операции участвовали Освальдо Ромо и Тереса Осорио — секретарша Мигеля Краснова, жена Басклая Сапаты). Энрикес пытался скрыться, но был убит, его сподвижница Кармен Кастильо ранена, арестована и подвергнута жёсткому допросу с участием Контрераса.
Летом 1975 ДИНА провела крупнейшую в своей трёхлетней истории Операцию «Коломбо» — физическую ликвидацию 119 активистов MIR, КПЧ, СПЧ, МАПУ и оппозиционных христианских демократов. Похищения и убийства совершались на аргентинской территории, агенты ДИНА действовали в координации с СИДЕ и Triple A. По поручению Контрераса курировали операцию Эспиноса, Эттуриага и Манрикес Браво, исполнение организовали Морен Брито, Краснов, Феррер Лима, среди исполнителей присутствовал Ромо. Информационное прикрытие — версию «партийных междоусобиц» и «провокации против Чили» — обеспечивал Пуга.
С мая по декабрь 1976 крупная операция «Бригады Lautaro» и группы «Delfin» — Дело улицы Конференция — ликвидировала руководство нелегальной КПЧ. Коммунистическое подполье было жёстко подавлено. Среди других схвачен и убит Виктор Диас Лопес — заместитель генерального секретаря компартии Луиса Корвалана.
ДИНА располагала сетью центров содержания заключённых, из которых наиболее известны Вилла Гримальди, Londres 38, Техас Вердес, Хосе Доминго Каньяс, Казармы Симона Боливара, Трес-Аламос, Куатрос-Аламос, спеццентр южной разведки в Колонии Дигнидад. Садистским издевательствам подвергались заключённые в «Венда Секси». На этих объектах не действовали стандартные тюремные порядки и отсутствовал какой-либо сторонний контроль. Через тайные тюрьмы ДИНА прошли тысячи людей (в том числе крупные политики Альберто Бачелет, Мишель Бачелет, Луис Корвалан, Клодомиро Альмейда), сотни были убиты. Известна история Карлоса Карраско, прикомандированного к ДИНА охранника Виллы Гримальди — он гуманно относился к заключённым и даже информировал MIR о репрессивных планах. После раскрытия Карраско был насмерть забит цепями по приказу Морена Брито.
На особом положении был «Дом в Ло-Курро» — база ДИНА, где располагались оперативный центр, казарма, арестно-допросное помещение, место семейного проживания Таунли и Кальехас, литературный салон Кальехас, электротехническая мастерская Таунли, а также лаборатория Берриоса по производству зарина. Здесь велись допросы, применялись пытки, совершались убийства. Именно в Ло-Курро был тайно доставлен и убит «Мульченской бригадой» испанский дипломат Кармело Сориа, заподозренный в связях с ультралевым подпольем.
Чилийская тайная полиция активно участвовала в континентальной Операции «Кондор». Составной частью «Кондора» являлась та же «Коломбо». Беспокойство Контрераса вызывала протяжённая граница с Аргентиной, куда успели перебраться многие леворадикалы, поддерживаемые левыми перонистами (ситуация зеркально отражала годы правления Альенде, когда в Аргентину эмигрировали чилийские ультраправые, поддерживаемые правыми перонистами). Агенты ДИНА, партнёры из СИДЕ и боевики «Triple A» провели ряд совместных или согласованных спецопераций.
Самыми резонансными зарубежными терактами ДИНА стали убийства бывших членов правительства Альенде — Карлоса Пратса и Орландо Летельера, покушение на юриста-правозащитника Бернардо Лейтона. Пратса взорвали в Буэнос-Айресе 30 сентября 1974 Майкл Таунли и Мариана Кальехас; вместе с генералом погибла его жена София Кутберт. Летельера взорвали в Вашингтоне 21 сентября 1976 Майкл Таунли и Вирхилио Пас с группой помощников; вместе с ним погибла секретарша-американка Ронни Моффит. Лейтон был тяжело ранен выстрелами в Риме 6 октября 1975, в организации этой акции обвинялись Майкл Таунли, Вирхилио Пас, Стефано Делле Кьяйе.
Все эти спецоперации совершались ДИНА по приказу директора Контрераса с санкции президента Пиночета. Бывший министр иностранных дел Летельер вёл в эмиграции активную политическую кампанию против чилийского военного режима, оказывал определённое влияние на западных политиков, рассматривался как «агент ДГИ, КГБ и других разведок Советского блока». Но бывший министр обороны Пратс выполнял условия хунты и воздерживался от публичных выступлений. Опасения вызывали его личные дневниковые записи. Консервативный христианский демократ Лейтон протестовал против карательной жестокости, собирал соответствующие материалы, инициировал расследования.
Виктор Островский утверждал, что сотрудники ДИНА применяли пытки в отношении задержанных вообще не столько с целью получения нужной информации, сколько по причине собственной склонности к садизму.

### Результаты
Тайные репрессии, аресты и похищения, пытки и убийства не прекращались все три года существования ДИНА. Доказанная численность убитых определена в 2279 человек, «исчезнувших» — в 957 человек. Арестованные и подвергнутые пыткам исчислялись десятками тысяч. Среди них были реальные участники вооружённой борьбы против режима, квалифицируемой как терроризм. Но большинство составляли невооружённые политические противники — члены и сторонники MIR и партий «Народного единства». В этом плане типичны такие фигуры, как священник Антонио Льидо или журналистка Диана Арон Свигилиски.
Видное место уделил ДИНА пленум ЦК КПЧ, проведённый в августе 1977 — практически одновременно с роспуском ДИНА, который ещё не был отражён в политическом сознании. Подробно перечислялись эпизоды репрессий ДИНА против чилийских коммунистов, ведомство характеризовалось как аналог гестапо. Ранее в обращении КПЧ утверждалось, что большинство военнослужащих и карабинеров не должны опасаться преследований после падения режима, но «банда преступников и убийц, подвизавшаяся в ДИНА» подлежит суду и каре. Имя Контрераса в перечне «настоящих виновников трагедии» следовало непосредственно за именем Пиночета, раньше других членов хунты (в которой Контрерас не состоял).

## Конфликты
Особое положение ДИНА в системе власти вызывало серьёзное недовольство в правящей элите режима. Возникала острая служебная конкуренция между тайной полицией и военными спецслужбами. По инициативе командования ВВС Чили во главе с членом хунты генералом Густаво Ли представители военных разведок — авиационной SIFA/DIFA, армейской DINE, флотской SIN, карабинерской DICAR — решили объединить усилия в аппаратной конкуренции с ДИНА. Было создано неформальное, но чётко структурированное совместное подразделение — Соединённая команда (CC). Возглавили CC полковник авиации Эдгар Севальос Джонс и сотрудник SIFA/DIFA Роберто Фуэнтес Моррисон.
Отношения между ДИНА и CC характеризовались как «война». Совершались взаимные убийства агентов. Севальос планировал убийство Контрераса. Доходило до того, что военные иногда предупреждали освобождённых оппозиционеров о грозящих повторных арестах и помогали укрываться в посольствах. Труп активистки MIR Луми Виделы, погибшей на допросе в ДИНА, Контрерас приказал бросить за ограду итальянского посольства — этот циничный жест был, помимо прочего, ещё и ответом на недовольство военных.
Генерал Серхио Арельяно, известный своей жестокостью руководитель Каравана смерти, жаловался Пиночету на неподчинение и бесконтрольность Контрераса, сравнивал ДИНА с гестапо, критиковал за зверства и призывал исправить положение. Непримиримым врагом Контрераса стал влиятельный генерал Бонилья, министр внутренних дел, затем министр обороны. Бонилья открыто и резко осуждал массовость и жестокость репрессий, предъявлял претензии ДИНА за слежку и произвол в госаппарате (включая похищение министерских документов).
В этом конфликте Пиночет принял сторону Контрераса. 3 марта 1975 Бонилья погиб в авиакатастрофе при сомнительных обстоятельствах. МВД и Минобороны издали совместный приказ, согласно которому арестные полномочия резервировались только за ДИНА. Для урегулирования отношений на холме Сан-Кристобаль была проведена тайная встреча Педро Эспиносы с Роберто Фуэнтесом Моррисоном. По её итогам удалось пригасить «войну спецслужб».
Отношения Контрераса с Пиночетом осложнял другой фактор — социально-экономические разногласия. Контрерас отрицательно относился к неолиберальному курсу чикаго-бойз. Его взгляды были ближе к фашистскому корпоративизму в духе Пабло Родригеса и сильной социальной политике, включая борьбу с бедностью. Не устраивало шефа тайной полиции и привилегированное положение экономических ведомств, протежируемых Пиночетом и выведенных из-под контроля ДИНА.
Практическим выражением экономических воззрений Контрераса стало создание при ДИНА аффилированных экономических структур, включая фиктивные фирмы для проводки и обналичивания средств. Главной из этих структур являлась «Национальное управление реабилитации» (DINAR). Махинации на миллионы эскудо и песо позволяли не только оплачивать агентуру, но и финансировать спецпроекты ДИНА — производство зарина, оснащение операций, выплаты за пиар-публикации в СМИ, лоббирование в госаппарате.

## Расформирование
В целом ДИНА справлялась с поставленными задачами. Ультралевое подполье MIR было подавлено (вооружённое сопротивление FPMR возникло только в 1980-х), политическая оппозиция разгромлена. Но крайне одиозная репутация «пиночетовского гестапо» сильно подрывала имидж Правительственной хунты внутри и вне страны.
Пиночету приходилось учитывать резко негативное отношение многих военачальников к ДИНА и особенно к Контрерасу лично. Властные амбиции Контрераса тревожили и самого Пиночета. Генкомандование ДИНА начинало позиционироваться как теневое правительство с неофашистской идеологией, альтернативной пиночетизму. Финансово-хозяйственные структуры ДИНА подрывали монополию «чикаго-бойз» на определение экономического политики.
Роспуск ДИНА стал предрешён, когда в сентябре 1976 разразился громкий скандал из-за убийства Летельера. Теракт был совершён в столице США. Администрация Джеральда Форда и тем более Джимми Картера не могли оставить это без последствий. Расследование ФБР установило участников убийства и их принадлежность к ДИНА. Американская сторона потребовала экстрадиции. Майкл Таунли был выдан в США , обвинения заочно предъявлены Мануэлю Контрерасу и Педро Эспиносе. Контрерасу пришлось принять в штаб-квартире на Бельградо, 11 следователя ФБР и фактически давать показания. За ДИНА окончательно закрепилась террористическая репутация.
Пиночет не мог игнорировать недовольство генералитета и рисковать межгосударственным конфликтом с США. К тому же в репрессиях масштаба и жестокости ДИНА объективно не было нужды. Правительственная хунта приняла решение расформировать и преобразовать ДИНА в новую спецслужбу. 13 августа 1977 был принят Декрет-закон 1876 об отмене акта 521 от 14 июня 1974. В тот же день хунта утвердила Декрет-закон 1878 о создании Национального центра информации (СЕНИ). Подписали генералы Пиночет, Ли, Мендоса, адмирал Мерино и министр внутренних дел генерал Рауль Бенавидес. Статья 11 этого акта утверждала правопреемство СЕНИ от ДИНА.
Задачи и структура СЕНИ в принципе совпадали с ДИНА, но были несколько снижены масштабы и сокращены полномочия — аресты допускались только с санкции суда (хотя это ограничение обходилось на основе порядков осадного положения). Большинство сотрудников — в том числе такие знаковые фигуры, как Краснов, Берриос, Феррер Лима, Дельмас Рамирес — перешли в новое учреждение. В то же время руководители и обладатели наиболее одиозной известности — Эспиноса, Итурриага, Морен Брито, Арансибиа Клавель, Ромо, Ольдерок, Кальехас и ряд других — оставили спецслужбу. Офицеры перешли в военные разведки, гражданские лица оставили госслужбу. 
Директором первоначально оставался Мануэль Контрерас в звании бригадного генерала. Но уже через четыре месяца он был снят с должности, уволен из армии, отстранён от госслужбы и политики и занялся частным охранным бизнесом. Руководство принял генерал Одланьер Мена — давний противник Контрераса.
Несколько лет в СЕНИ существовала своеобразная оппозиция, стремившаяся восстановить порядки времён ДИНА и вернуть Контрераса к руководству. Ядро этой группы составляли ветераны «Мульченской бригады» во главе с майором Дельмасом Рамиресом. Рубежом стало ограбление в Каламе 1981 — после которого были казнены офицеры ДИНА/СЕНИ Габриэль Эрнандес Андерсон и Эдуардо Маркес Вильянуэва, покончил с собой (возможно, был убит) Хуан Дельмас Рамирес. Потенциальная ультраправая оппозиция, основанная на традиции ДИНА, подверглась жёсткому пресечению.

## Осуждение
В 1990 в Чили были восстановлены демократические порядки. Новые власти стали привлекать бывших сотрудников ДИНА к уголовной ответственности по обвинениям в злоупотреблении властью, нарушениях прав человека, актах государственного терроризма. На судебных процессах рассматривались конкретные эпизоды похищений, пыток, убийств, терактов.
Мануэль Контрерас был арестован уже в 1993, общий срок заключения по всем приговорам составил 526 лет. Длительные сроки получили Педро Эспиноса, Рауль Итурриага, Марсельо Морен Брито, Мигель Краснов, Освальдо Ромо, Хуан Моралес Сальгадо, Рольф Вандерот Посо, Карлос Лопес Тапиа, Кристоф Виллеке Флоэль и десятки других. Привлекались Херонимо Пантоха, Роландо Гарсиа Ле Бланк, Мариана Кальехас. Несколько офицеров, в том числе Херман Баррига, покончили с собой. Эухенио Берриос убит при тёмных обстоятельствах. Майкл Таунли и Вирхилио Пас осуждены в США. Контрерас, Ромо, Морен Брито умерли в заключении. Предсказание КПЧ лета 1977 в значительной степени сбылось.
При этом ни один из осуждённых не выразил сожаления о своей прежней деятельности. Возражения строились либо на идеологической основе, либо на опровержении личной виновности по конкретным эпизодам. Иногда высказывались взаимные претензии с перекладыванием вины и обвинениями в предательстве.
В современной Чили доминирует резко отрицательное отношение к ДИНА и его сотрудникам. ДИНА воспринимается как орудие жесточайших репрессий диктатуры. Даже убеждённые правые, непримиримые противники Альенде, считают репрессии избыточными, жестокость — неоправданной. Немногочисленные сторонники ДИНА выдвигают в целом единственный аргумент: эти действия были направлены против экстремизма и терроризма, предотвращали установление в Чили коммунистического режима. Статистика жертв во многом расходится с такими утверждениями, но Контрерас до конца жизни настаивал на оборонительном и антитеррористическом характере своего насилия.